# Romney Brent
Pour les articles homonymes, voir Brent.
Romulo Larralde — né le 26 janvier 1902 à Saltillo (Coahuila), mort le 24 septembre 1976 à Mexico — est un acteur, metteur en scène, dramaturge, librettiste et scénariste mexicain, connu sous le nom de scène de Romney Brent.

## Biographie
Ayant étudié notamment à New York (États-Unis), Romney Brent débute au théâtre en 1922 et la même année, à Broadway, où il joue jusqu'en 1953, dans des pièces principalement, mais aussi dans deux revues ; parmi ses partenaires, mentionnons Ingrid Bergman — dans Jeanne de Lorraine en 1946-1947 (adaptée au cinéma en 1948) — et, à plusieurs reprises, Dorothy Gish, Helen Westley ou Edward G. Robinson. À partir de 1941, toujours à Broadway, il est également metteur en scène, la dernière fois en 1954. Il est aussi l'auteur d'une pièce, The Mad Hopes, créée à Broadway en 1932.
Dans les années 1930, Romney Brent effectue une partie de sa carrière au Royaume-Uni, à Londres, où il joue en particulier dans la revue Words and Music (en) de Noël Coward, en 1932-1933. De plus, il est librettiste et metteur en scène de la comédie musicale Nymph Errant (en) (musique et lyrics de Cole Porter), créée à Londres en 1933. Après une première expérience au cinéma en 1930 (dans un court métrage américain), il tourne exclusivement des films britanniques entre 1936 et 1940, exception faite toutefois d'une coproduction en 1937. Par la suite, il apparaît dans seulement quatre films américains (le premier en 1948, le dernier en 1958) et un film français en 1950, participant en tout à dix-huit films. Citons Les Aventures de don Juan en 1948, où il interprète le roi Philippe III d'Espagne, aux côtés d'Errol Flynn et Viveca Lindfors. En outre, il est scénariste de deux films britanniques en 1937 et, en 1949, dialoguiste et assistant-réalisateur d'une coproduction franco-suédoise (voir filmographie ci-dessous).
À la télévision, Romney Brent joue dans un téléfilm en 1959 et quelques séries entre 1949 et 1963. Son rôle télévisé le plus connu est sans doute celui du Père Felipe, dans plusieurs épisodes de la série Zorro.
Installé les dernières années de sa vie à Mexico (où il meurt en 1976), il y apparaît encore dans des pièces de théâtre.
En 1937, il épouse l'actrice américaine Gina Malo (née en 1909), dont il reste veuf à son décès prématuré en 1963.

## Filmographie
Comme acteur, sauf mention contraire ou complémentaire

### Au cinéma (intégrale)

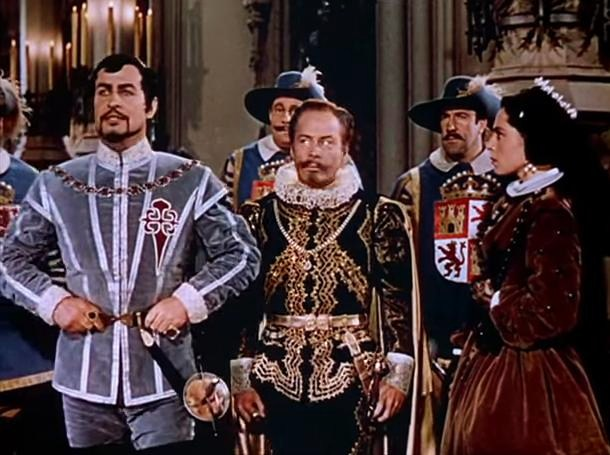
De g. à d. : Robert Douglas, Romney Brent et Viveca Lindfors, dans Les Aventures de don Juan (1948)

- 1930 : Envy d'Arthur Hurley (court métrage)
- 1936 : East meets West d'Herbert Mason
- 1937 : The Dominant Sex d'Herbert Brenon
- 1937 : Dreaming Lips de Paul Czinner (d'après Mélo d'Henri Bernstein)
- 1937 : The Rat de Jack Raymond (scénariste)
- 1937 : Head Over Heels de Sonnie Hale
- 1937 : Sous la robe rouge (Under the Red Robe) de Victor Sjöström (+ dialoguiste ; coproduction États-Unis / Royaume-Uni)
- 1937 : Who's Your Lady Friend? de Carol Reed
- 1937 : School for Husbands d'Andrew Marton
- 1937 : Dîner au Ritz (Dinner at the Ritz) d'Harold D. Schuster (+ scénariste)
- 1939 : His Lordship goes to Press de MacIean Rogers
- 1939 : On the Night of the Fire de Brian Desmond Hurst
- 1940 : The Middle Watch de Thomas Bentley
- 1940 : Let George do it ! de Marcel Varnel
- 1948 : Les Aventures de don Juan (Adventures of Don Juan) de Vincent Sherman
- 1949 : Singoalla de Christian-Jaque (acteur de la version alternative en anglais ; + dialoguiste et assistant-réalisateur ; coproduction France / Suède)
- 1950 : Ballerina de Ludwig Berger (film français)
- 1955 : Le Seigneur de l'aventure (The Virgin Queen) d'Henry Koster
- 1957 : Prenez garde à la flotte (Don't go near the Water) de Charles Walters
- 1958 : Le Ballet du désir (Screaming Mimi) de Gerd Oswald

### À la télévision (sélection)
- 1957-1958 : Série Zorro, Saison 1, épisode 2 ; Le Passage secret de Zorro (Zorro's Secret Passage, 1957) de Norman Foster, épisode 3 ; Zorro se rend à la mission (Zorro rides to the Mission, 1957) de N. Foster, épisode 4 ; Le Fantôme de la mission (The Ghost of the Mission, 1957) de N. Foster, épisode 6 ; Zorro sauve un ami (Zorro saves a Friend, 1957) de Lewis R. Foster, épisode 11 ; De gros ennuis (Double Trouble Zorro, 1957) de Norman Foster, épisode 12 ; Zorro, l'épée la plus chanceuse du monde (Zorro, luckiest Swordsman alive, 1957) de N. Foster, et épisode 13 ; La Chute de Monastario (The Fall of Monastario, 1958) de N. Foster
- 1959 : Dix Petits Indiens (Ten Little Indians), téléfilm de Paul Bogart & al.

## Théâtre (sélection)
Pièces, comme acteur, sauf mention contraire ou complémentaire

### À Broadway

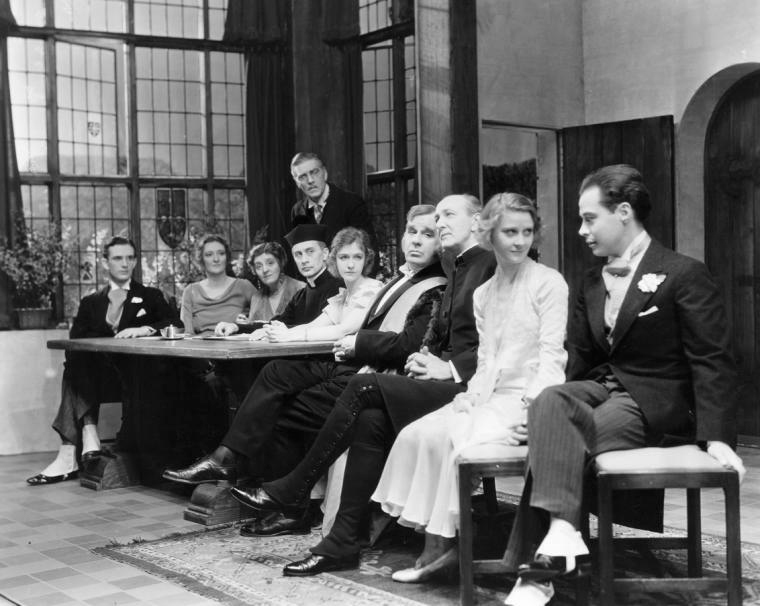
Distribution de Getting Married, à Broadway en 1931, avec Romney Brent à d.

- 1922 : The Lucky One d'Alan Alexander Milne, avec Dennis King, Helen Westley
- 1922-1923 : L'Annonce faite à Marie (The Tidings brought to Mary) de Paul Claudel, adaptation de L. M. Still, avec Helen Westley
- 1923 : Peer Gynt d'Henrik Ibsen, adaptation de Charles et William Archer, avec Louise Closser Hale, Charles Halton, Edward G. Robinson, Selena Royle, Joseph Schildkraut, Helen Westley
- 1924 : Flame of Love de Maurice V. Samuels et Malcolm Le Prade
- 1925 : Le Canard sauvage (The Wild Duck) d'Henrik Ibsen, avec Mischa Auer, Thomas Chalmers, Tom Powers, Blanche Yurka
- 1925-1926 : Garrick Gaieties, revue, musique et direction musicale de Richard Rodgers, lyrics de Lorenz Hart, chorégraphie d'Herbert Fields, avec Sterling Holloway, Dorothy Jordan (en 1926), Lee Strasberg
- 1925-1926 : Androclès et le Lion (Androcles and the Lion) de George Bernard Shaw, avec Tom Powers, Edward G. Robinson, Henry Travers
- 1926 : The Chief Thing de Nikolaï Evreinov, adaptation de Leo Randole et Herman Bernstein, avec Ernest Cossart, Edward G. Robinson, Lee Strasberg, Helen Westley
- 1926-1927 : The Squall de Jean Bart, mise en scène de Lionel Atwill, avec Henry O'Neill, Blanche Yurka
- 1927 : Loud Speaker de John Howard Lawson, avec Porter Hall
- 1927 : Katy Did de Willis Maxwell Goodhue
- 1928 : Le Marchand de Venise (The Merchant of Venice) de William Shakespeare, avec George Arliss, Spring Byington
- 1928 : The Phantom Lover, adaptation d'Adolph E. Meyer et Herman Bernstein, d'après Oktobertag de Georg Kaiser
- 1929 : Be your Age de Thomas P. Robinson et Esther Willard Bates, avec Spring Byington
- 1929-1930 : The Little Show, revue, musique d'Arthur Schwartz, lyrics d'Howard Dietz, avec Clifton Webb
- 1930 : Le Revizor (The Inspector General) de Nicolas Gogol, adaptation de John Anderson, avec J. Edward Bromberg, Eduardo Ciannelli, Dorothy Gish, Edward Rigby
- 1931 : Getting Married de George Bernard Shaw, avec Ernest Cossart, Dorothy Gish, Henry Travers, Helen Westley
- 1931 : The Streets of New York, or Poverty is no Crime de Dion Boucicault, avec Dorothy Gish
- 1931 : Les Soutiens de la société (Pillars of Society) d'Henrik Ibsen, avec Dorothy Gish, Edgar Stehli
- 1932 : The Warrior's Husband de Julian F. Thompson, avec Don Beddoe, Porter Hall, Katharine Hepburn
- 1932 : The Mad Hopes, avec Marcel Journet, Violet Kemble-Cooper, Jane Wyatt (auteur)
- 1935 : The Simpleton of the Unexpected Isles de George Bernard Shaw, avec Alla Nazimova, Lionel Pape
- 1935-1936 : Tomorrow's a Holiday, d'après Leo Perutz et Hans Adler, mise en scène de George S. Kaufman, avec Curt Bois, Charles Halton, Joseph Schildkraut (adaptation)
- 1940 : Amour pour amour (Love for Love) de William Congreve, avec Thomas Chalmers, Leo G. Carroll, Dorothy Gish, Walter Hampden, Edgar Stehli
- 1941 : The Night before Christmas de Laura et S.J. Perelman, avec Shelley Winters (metteur en scène)
- 1942 : The Lady comes across, comédie musicale, musique de Vernon Duke, lyrics de John La Touche, livret de Fred Thompson et Dawn Powell, chorégraphie de George Balanchine, avec Mischa Auer, Gower Champion (metteur en scène)
- 1942 : Heart of a City de Lesley Storm, avec Margot Grahame, Dennis Hoey
- 1942 : Bird in Hand de John Drinkwater
- 1945 : The Deep Mrs. Sykes de George Kelly, avec Jean Dixon, Mary Forbes
- 1946 : Le Conte d'hiver (The Winter's Tale) de William Shakespeare, avec Henry Daniell, Jessie Royce Landis, Jo Van Fleet (+ coproducteur et co-metteur en scène)
- 1946-1947 : Jeanne de Lorraine (Joan of Lorraine) de Maxwell Anderson, avec Ingrid Bergman, Sam Wanamaker, Joseph Wiseman
- 1950 : La Parisienne (Parisienne) d'Henry Becque, adaptation d'Ashley Dukes, mise en scène de Sam Wanamaker, avec Helmut Dantine, Faye Emerson
- 1952 : Tovaritch (Tovarich) de Jacques Deval, adaptation de Robert E. Sherwood, avec Luther Adler
- 1952-1953 : The Fourposter de Jan de Hartog, mise en scène de José Ferrer, avec Sylvia Sidney
- 1954 : One Eye closed de Justin Sturm, avec Tom Helmore (metteur en scène)

### À Londres
- 1932-1933 : Words and Music, revue, musique, lyrics et sketches de Noël Coward, avec John Mills
- 1933-1934 : Nymph Errant, comédie musicale, musique et lyrics de Cole Porter, chorégraphie d'Agnes de Mille, avec Gertrude Lawrence (librettiste et metteur en scène)
- 1933-1934 : Why not To-night ?, revue, musique d'Ord Hamilton, lyrics et livret d'Herbert Farjeon, avec Greta Nissen (metteur en scène)
- 1936 : 3 Men and a Horse de John Cecil Holm et George Abbott, avec Jack Arnold
- 1938 : Tobias and the Angel de James Bridie